# Christine Willes
Christine Willes ist eine kanadische Schauspielerin.

## Leben
Willes begann ihre Karriere am Theater in Vancouver. 1983 war sie erstmals für den Jessie Richardson Theatre Award nominiert, den sie 1986 für herausragende Darstellung in einem Musical gewinnen konnte. Dem Fernsehpublikum ist sie vor allem durch ihre wiederkehrenden Gastrollen in zahlreichen Fernsehserien bekannt. Zwischen 1995 und 1997 war sie als Agent Karen E. Kosseff in Akte X – Die unheimlichen Fälle des FBI zu sehen, von 1998 bis 1999 spielte sie Mrs. Gotteramerding in Liebling, ich habe die Kinder geschrumpft, 2010 bis 2011 stellte sie Granny Goodness in der Serie Smallville dar und 2012 bis 2013 spielte sie in acht Folgen der Krankenhausserie Emily Owens eine der Krankenschwestern. Ihre bekanntesten Fernsehrollen hatte sie jedoch in Dead Like Me – So gut wie tot, wo sie in 26 Episoden die Delores Herbig darstellte, sowie in Reaper – Ein teuflischer Job als Dämonin Gladys. Sie hatte zudem einige Spielfilmrollen, darunter Sucker Punch, The Wicker Man und Red Riding Hood – Unter dem Wolfsmond.
Neben ihrer Tätigkeit als Schauspielerin ist Willes auch als Schauspiellehrerin tätig. Sie hält einen Bachelortitel in Schauspiel, den Bachelor of Education sowie den Master in Theaterwissenschaft und lehrt an der Trinity Western University. Zudem sitzt sie im Aufsichtsrat der kanadischen Schauspielergewerkschaft ACTRA.

## Filmografie (Auswahl)
- 1989: 21 Jump Street – Tatort Klassenzimmer (21 Jump Street, Episode 3x11)
- 1995–1997, 2016: Akte X – Die unheimlichen Fälle des FBI (The X-Files, 4 Episoden)
- 1997: Outer Limits – Die unbekannte Dimension (Outer Limits, Episode 3x06)
- 1998: Eine wüste Bescherung (I’ll Be Home for Christmas)
- 1998–1999: Liebling, ich habe die Kinder geschrumpft (Honey, I Shrunk the Kids: The TV Show, 5 Episoden)
- 2002: Bang, Bang, Du bist tot (Bang, Bang, You’re Dead)
- 2003–2004: Dead Like Me – So gut wie tot (Dead Like Me, 26 Episoden)
- 2006: Psych (Episode 1x02)
- 2006: The Wicker Man
- 2007: Die Schneekugel (Snowglobe, Fernsehfilm)
- 2007: Süßes, sonst gibt’s Saures! (Trick ’r Treat)
- 2007–2009: Reaper – Ein teuflischer Job (Reaper, 15 Episoden)
- 2009: Good Wife (The Good Wife, Episode 1x01)
- 2010–2011: Smallville (3 Episoden)
- 2011: Red Riding Hood – Unter dem Wolfsmond (Red Riding Hood)
- 2011: Sucker Punch
- 2012: Das Ende der Welt – Die 12 Prophezeiungen der Maya (The 12 Disasters of Christmas, Fernsehfilm)
- 2012–2013: Emily Owens (Emily Owens, M.D., 8 Episoden)
- 2018: Liebesbriefe zu Weihnachten (Christmas Pen Pals, Fernsehfilm)
- 2021: Das Kindermädchen – Mission Kanada
- 2022–2023: Upload (3 Episoden)